# Ludwig Dettmann
Ludwig Dettmann (Adelby, 25 luglio 1865 – Berlino, 19 novembre 1944) è stato un pittore tedesco.

## Biografia

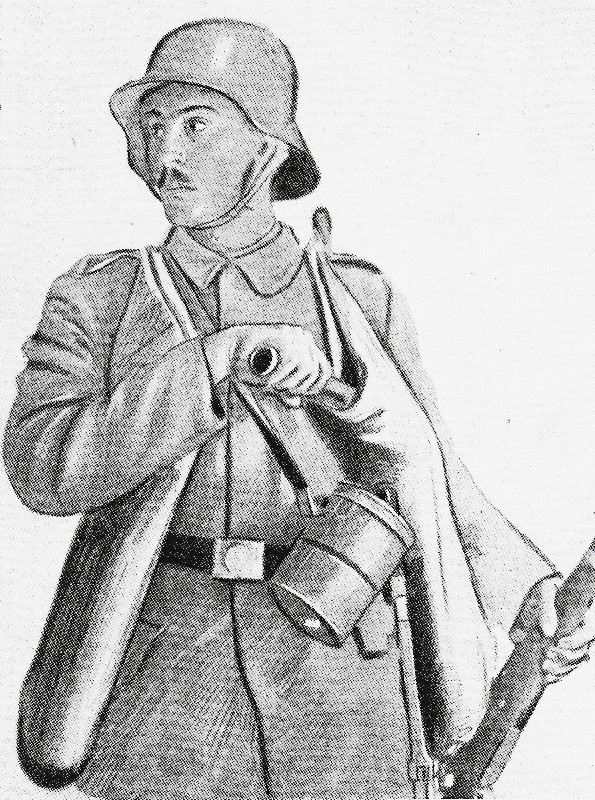
Immagine di un pioniere tempesta Tempesta Battaglione. 5 (Rohr)

Studiò ad Amburgo nei primi anni ottanta del secolo, quindi alla scuola di arti decorative e all'Accademia di Berlino.
Nel 1899 viaggiò lungo l'Europa soggiornando in Francia, nei Paesi Bassi e in Inghilterra.
Se fino al 1885 si mise in evidenza come illustratore di riviste, dall'anno seguente iniziò a dedicarsi agli acquerelli paesaggistici da esposizione. I suoi soggetti preferiti in questa fase artistica furono le vedute della bassa Germania e delle regioni dei laghi. Le sue tendenze furono molto vicine all'Impressionismo francese e tedesco, e difatti assieme al collega Max Liebermann risultò uno dei sostenitori e diffusori dell'Impressionismo in Germania.
Dal 1895 divenne professore nella Accademia delle arti di Prussia, che in passato aveva frequentato come studente, invece cinque anni dopo assunse ruoli direttivi all'Accademia Königsberg, e negli anni successivi partecipò alle mostre di Vienna, Dresda e Berlino.
I critici d'arte ravvisarono nei suoi lavori una svolta, che seppur parzialmente a scapito dell'istintività e dell'originalità, seppe indirizzarlo verso tematiche religiose e sociali.
I suoi lavori della media e tarda carriera vennero influenzati dall'Uhde, come evidenziato dai trittici e dalle decorazioni parietali, ben esemplificati dal trittico del Peccato Originale del 1892, e dai seguenti Canto popolare tedesco e del Lavoro.
Nel 1898 vinse il concorso per la decorazione delle pareti del municipio di Altona, e pochi anni dopo, nel 1905 si impegnò in lavori decorativi presso l'Università di Danzica e nel 1911 all'Università di Kiel. Dal 1900 diresse l'Accademia di Königsberg.
Negli anni drammatici della prima guerra mondiale, l'artista si soffermò sulla descrizione della disperazione e delle devastazioni inferte dal conflitto bellico.
Nonostante l'ampio e variabile uso del colore, lo spessore degli impianti, una certa autenticità formale e contenutistica, non sempre le sue opere riuscirono a conferirgli una voce personale.

## Opere principali
- Aussaat (Dresda Gemäldegalerie);

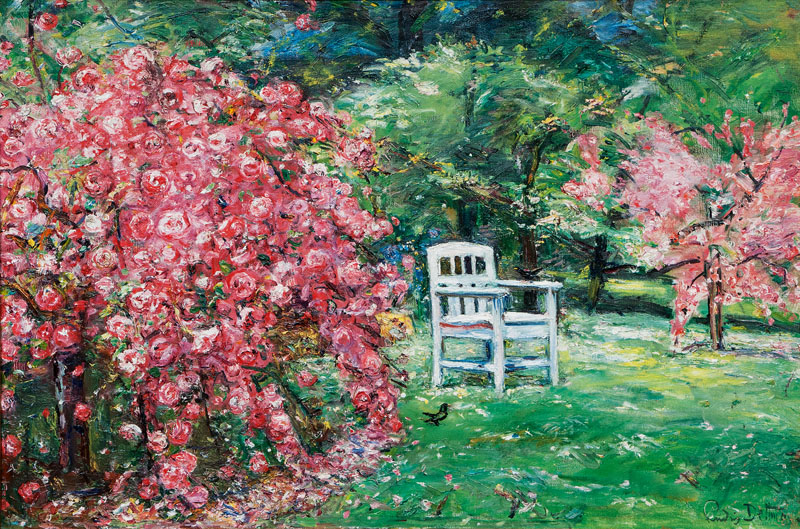
Giardino con sedia

- Frühling im Grunewald (Nationalgalerie Berlino);
- Der verlorene Sohn;
- Heilige Nacht;
- Kollegiensaal im Altonaer Rathaus (1900);
- Landarbeiterbegräbnis (Staatliches Museum Schwerin, 1892);
- Fischerfriedhof (Nationalgalerie Berlino, 1902);
- Friesischer Gesang (1903);
- Sonnenuntergang (1905);
- Wäscherinnen am Gardasee (1905);
- Friesische Frauen verlassen den Kirchhof (Königsberger Kunstsammlungen, 1905);
- Pala d'altare della chiesa di San Pietro (Flensburg) (1909)